# (10203) Flinders
(10203) Flinders (1997 PQ) – planetoida z pasa głównego asteroid okrążająca Słońce w ciągu 3,27 lat w średniej odległości 2,2 j.a. Odkryta 1 sierpnia 1997 roku.